# Saurita ladan
Saurita ladan là một loài bướm đêm thuộc phân họ Arctiinae, họ Erebidae.